# ムース出版
有限会社ムース出版（ムースしゅっぱん）は、日本の出版社。雑誌「フットサルマガジンピヴォ!」の編集・発行を行なっている。